# امبرائر فنوم ۱۰۰
امبرائر فنوم ۱۰۰ (به انگلیسی: Embraer Phenom 100) یک هواپیمای ساختِ امبرائر در کشور برزیل است که در سال ۲۰۰۷ ساخته شد. این هواپیما در ۲۶ ژوئیه ۲۰۰۷ میلادی نخستین پرواز خود را انجام داد.